# Matyáš Jachnicki
Matyáš Jachnicki est un joueur tchèque de volley-ball né le 16 mai 1999. Il joue au poste de réceptionneur-attaquant. De la saison 2019-2020 au AERO Odolena Voda.